# Piet Koornhof
Pieter G. J. Koornhof (né le 2 août 1925 et mort le 12 novembre 2007 à Stellenbosch, Afrique du Sud) est un diplomate et homme politique d'Afrique du Sud, membre du Parti national et de plusieurs cabinets ministériels pendant une grande partie de sa carrière politique avant d'adhérer au congrès national africain en 2001.
Membre du parlement pour les circonscriptions d'Edenvale (1964-1966) puis de Primrose (1966-1984), il fut ministre de l'Immigration et des Mines (1972-1976), du Sport et des Loisirs (1972-1978), de l'Éducation nationale (1976-1978) dans les gouvernements de John Vorster et ministre des Relations plurales et du Développement (1978-1979) puis de la Coopération et du Développement (1979-1984) dans le gouvernement de Pieter Botha. 
Il fut également ambassadeur d'Afrique du Sud aux États-Unis de 1987 à 1991. 

## Biographie
Piet Koornhof est né en 1925 à Leeudoringstad dans l'ouest du Transvaal. Il fait ses études secondaires et supérieures à Bloemfontein et Stellenbosch. Étudiant en théologie à l'université de Stellenbosch, il termine ses études à Oxford après avoir été lauréat d'une bourse Rhodes. Sa thèse de doctorat porte alors sur « l'urbanisation inévitable » des populations noires en Afrique. 
Lorsqu'il revient en Afrique du Sud, il entre au Parti national en 1956. Il occupe un emploi de chercheur auprès d'Hendrik Verwoerd, le premier ministre sud-africain, puis est nommé directeur de la Federasie van Afrikaanse Kultuurverenigings, l'institut de promotion de la culture afrikaans. En 1962, il devient secrétaire de l'Afrikaner Broederbond et en 1964, entre dans la carrière politique active en se faisant élire député de la circonscription d'Edenvale au parlement sud-africain. 
En 1968, il entre au gouvernement dirigé par John Vorster comme ministre-adjoint des Affaires bantous et de l'Éducation bantoue. 
En 1972, il devient ministre de l'Énergie et en 1973 même année cumule ce poste avec celui de ministre des Sports dans le gouvernement de John Vorster. À cette fonction, il annonce la mise en place d'équipes sportives zoulous, xhosas, indiennes, métisses. 
En 1974, il déclara pourtant qu'en raison des mailles du passé, il n’y aura jamais une équipe véritablement représentative choisie sur le critère du mérite pour défendre internationalement les couleurs de l’Afrique du Sud. Pourtant cette année là, il propose de relâcher la discrimination raciale et de permettre les événements sportifs entre blancs et non-blancs. La même année, une rencontre amicale entre une sélection blanche et une sélection non-blanche a lieu dans le Rand Stadium et se solde par la victoire 2-0 de la sélection blanche.  
De 1976 à 1978, il est ministre de l'Éducation nationale.
En 1978, il devient ministre du Développement et des Relations plurales où il participe à l'application des lois d'apartheid en faisant expulser des milliers de noirs des zones résidentielles décrétées blanches. 
De 1986 à 1991, il est ambassadeur d'Afrique du Sud aux États-Unis. 
Piet Koornhof a été toute sa carrière considéré comme un politicien modéré, chaleureux et intègre aux multiples contradictions.
En 1993, il fait les grands titres de la presse people quand, âgé de près de 70 ans, il quitte son épouse pour une jeune femme de couleur qui lui donnera deux enfants.
Partisan d'une nouvelle Afrique du Sud déségrégué dès le début des années 1990, il accepte de témoigner devant la commission vérité et réconciliation mise en place par le nouveau gouvernement sud-africain en 1994 et présidé par l'archevêque du Cap, Desmond Tutu. Il est alors un des rares anciens ministres avec Adriaan Vlok, ancien ministre de la Loi et de l'Ordre, à avoir reconnu et assumé les exactions commises sous leurs ordres durant l'apartheid. 
En 1998, Piet Koornhof et son fils, Gerhard Koornhof, lui aussi jusque-là membre du Parti National, annoncent leur ralliement au nouveau parti multiracial, le Mouvement démocratique uni de Bantu Holomisa.
En 2001, il rallie l'ANC et les Témoins de Jéhovah. 
À plusieurs reprises l'ancien ministre défraie encore la chronique avec ses problèmes conjugaux notamment au moment de sa séparation au bout de 12 ans de vie commune avec sa compagne. Il retourne alors vivre avec son épouse légitime.
Il décède en 2007 à l'âge de 82 ans et est incinéré au funérarium de Stellenbosch. Il reçoit alors un éloge funèbre de tout le spectre politique sud-africain, de ses anciens compagnons du parti national à ceux de l'ANC en passant par ceux du mouvement démocratique uni et l'Inkhata freedom party.

## Famille
Son fils Gerhardus Willem Koornhof est un homme politique, économiste sud-africain et député sud-africain depuis 1994. Membre du parti national puis du Mouvement démocratique uni (1999-2003), il adhère à l'ANC en 2003 et est conseiller parlementaire du président Cyril Ramaphosa lorsque ce dernier est vice-président.